# 和宗
和宗（わしゅう）は、日本仏教の宗派。総本山は四天王寺。1946年（昭和21年）に立宗。

## 歴史
1946年（昭和21年）に大阪府大阪市天王寺区にある四天王寺を総本山として立宗した。
大阪最古の寺院で聖徳太子が創建したことで知られる四天王寺は、元々は天台宗に属していたが、第二次世界大戦後に再建したことがきっかけで天台宗から独立して新たな宗派である和宗の総本山となった。また和宗の初代管長には四天王寺の住職である田村徳海が就任した。
和宗の立宗に伴い、勝鬘院、清水寺、真光院など、多数の寺院が改宗した。

## 主な寺院
- 勝鬘院
- 清水寺
- 真光寺